# Taiwanese makaak
De Taiwanese makaak of Formosamakaak (Macaca cyclopis) is een soort van het geslacht makaken (Macaca). Deze apensoort komt van oorsprong enkel voor op het Aziatische eiland Taiwan. De soort is nauw verwant aan de resusaap.

## Kenmerken
De Taiwanese makaak is een stevige aap met een middellange staart. Hij wordt ongeveer 56 centimeter lang. Mannetjes wegen gemiddeld 6 kilogram, vrouwtjes 4,9 kilogram. Hij heeft een donkerbruine vacht.

## Leefwijze
De Taiwanese makaak is een bosbewoner, die zowel op de grond als in de bomen leeft. 
Het is een omnivoor: hij eet voornamelijk vruchten, insecten, jonge bladeren, landbouwgewassen en kleine dieren, maar hij heeft een voorkeur voor plantaardig voedsel.

## Verspreiding en leefgebied
Vroeger kwam de Taiwanese makaak waarschijnlijk voornamelijk langs de zeekust voor, waar hij zelfs op de zeekliffen klom. Door menselijke activiteiten is hij echter grotendeels verjaagd naar afgelegen heuvelachtige streken in het binnenland. Daar leeft hij nu in bossen, meestal op een hoogte van 600 tot 800 meter. Een enkele keer kunnen ze tot op 3000 meter hoogte aangetroffen worden.

## Status
Door zijn beperkte verspreiding wordt de Taiwanese makaak als kwetsbaar beschouwd. De soort wordt op Taiwan bejaagd: gevangen apen komen terecht op de huisdierhandel, in laboratoria of worden gedood voor het vlees. Het vlees van de Taiwanese makaak wordt ook verwerkt in traditionele medicijnen. In 1982 werd geschat dat er jaarlijks tussen de duizend en tweeduizend apen om deze reden verdwijnen. De grootste bedreiging is echter de sterk groeiende menselijke bevolking. Veel van zijn oorspronkelijk leefgebied is gekapt om ruimte te maken voor dorpen of steden. De soort komt echter nog steeds wijdverbreid voor in de beboste heuvels in het binnenland van het eiland.